# Sagawa Express
Sagawa Express Co., Ltd. (佐川急便株式会社 Sagawa Kyūbin Kabushiki-gaisha) er en japansk transportvirksomhed. De udbyder kurérservice og andre logistikopgaver. De har hovedkvarter i Kyoto. Virksomheden blev etableret af Kiyoshi Sagawa 22. marts 1957.